# We Were Soldiers
We Were Soldiers is een Amerikaanse oorlogsfilm uit 2002 gebaseerd op het boek van Hal Moore en Joseph Galloway getiteld We Were Soldiers Once ... and Young.
De film beschrijft de gebeurtenissen op landingszone X-ray in de Slag om Ia Drang in de Vietnamoorlog.

## Rolverdeling
- Mel Gibson - Lt. Col. Hal Moore
- Madeleine Stowe - Julie Moore
- Greg Kinnear - Maj. Bruce 'Snake' Crandall
- Sam Elliott - Sgt. Maj. Basil Plumley
- Chris Klein - 2nd Lt. Jack Geoghegan
- Keri Russell - Barbara Geoghegan
- Barry Pepper - Joe Galloway
- Don Duong - Lt. Col. Nguyen Huu An
- Ryan Hurst - Sgt. Ernie Savage
- Robert Bagnell - 1st Lt. Charlie Hastings
- Marc Blucas - 2nd Lt. Henry Herrick
- Josh Daugherty - Sp4 Robert Ouellette
- Jsu Garcia - Capt. Tony Nadal
- Jon Hamm - Capt. Matt Dillon
- Clark Gregg - Capt. Tom Metsker